# 里德 (姓氏)
里德， 李， 列，利德 或者  瑞德（Redd，Reed）可以指：
- 迈克尔·里德（英語：Michael Redd，1979年8月24日－）, [美國職業籃球運動員。
- 杰克·里德（英語：John Francis "Jack" Reed；1949年11月12日－）, 美國政治家。
- 卢·里德 （英語：Lewis Allan Reed，1942年3月2日－2013年10月27日）, 美國搖滾歌手兼吉他手。
- 卡洛·李（英語：Carol Reed，1906年12月30日－1976年4月25日）, 英國電影導演。
- 妮琪·利德 （英語：Nikki Reed，1988年5月17日－）, 美國女演員。
- 派頓·瑞德（英語：Peyton Tucker Reed，1964年7月3日－）, 美國男導演、編劇。
- 吉莉恩·罗斯·里德 （英語：Jillian Rose Reed，1991年12月20日－）, 美國女演員。
- 皮特·里德（英語：Pete Reed，1981年7月27日－）, 前英國男子賽艇運動員。
- 湯姆·里德（英語：Tom Reed，1971年11月18日－）, 美國政治家。
- 唐娜·里德（英語：Donna Reed，1921年1月27日－1986年1月14日）, 美國電影和電視女演員和製片人。
- 哈里森·里德（英語：Harrison Reed；1995年2月27日－）, 英國職業足球運動員。
- 列衛廉（英語：William Bradford Reed，1806年6月30日－1876年2月18日）, 美國政治家、外交官、學者。
- 派翠克·里德（英語：Patrick Reed；1990年8月5日－）, 美國高爾夫球手。
- 珍妮·里德（英語：Janette Miiko "Janie" Takeda-Reed，1993年4月15日－）, 美國壘球運動員。
- 路易斯·里德（英語：Louis Reed；1997年7月25日－）, 英國足球運動員。
- 艾莉森·里德（英語：Allison Lynn Reed，1994年6月8日－）, 美國女子花樣滑冰運動員，代表過格魯吉亞、以色列和立陶宛。
- 贾斯汀·里德（英語：Justin Michael Reed，1982年1月16日－2017年10月20日）, 美國職業籃球運動員。
- 凯茜·里德（英語：Cathy Reed，日语：キャシー・リード，1987年6月5日－）, 代表日本的美國女子花樣滑冰運動員，主攻冰舞。
- 傑米·里德（英語：Jamie Reed；1973年8月4日－）, 英國工黨政治家。
- 威利斯·里德（英語：Willis Reed, Jr.，1942年6月25日－）, 美國NBA籃球運動員。
- 罗宾·里德 (摔跤运动员)（英語：Robin Reed，1899年10月20日－1978年12月20日）, 美國前男子摔跤手。
- 克里斯·里德（英語：Chris Reed，日语：クリス・リード，1989年7月7日－2020年3月14日）, 代表日本的美國男子花樣滑冰運動員。
- 吉米·里德（英語：Mathis James Reed，1925年9月6日－1976年8月29日）, 美國布魯斯音樂家和詞曲作者。
- 埃德·里德（英語：Ed Reed，1978年9月11日－）, 美式足球教練和前安全員。
- 約翰·里德 (記者)（英語：John Silas Reed；1887年10月22日－1920年10月17日）, 美國記者、詩人和共產黨員。

|  | 本页或本分段罗列了姓氏为「里德 (姓氏)」的人物。 如果是一个指代特定个人的内链将您引导到本页，請考慮修正該人物的名字以將链接指向正確的條目。 |